# 羅倫 (清朝)
羅倫（？—？），中国清朝时期官員，本籍中國四川。

## 生平
羅倫於1788年（乾隆53年）接替黃繼先，於台灣擔任台灣府台灣縣知縣。管轄約今台灣南部之嘉義縣、嘉義市、台南縣、市全境及高雄縣部份區域。該區域面積約為4500平方公里，也是清治時期台灣島之漢人集中地所在。